# Sorte (Moena)
Sòrte (Sòrt in ladino fassano) è una frazione del comune di Moena, da cui dista circa 1,1 km.
La frazione è situata alla fine della Val di Fiemme, in Provincia di Trento.

## Geografia fisica

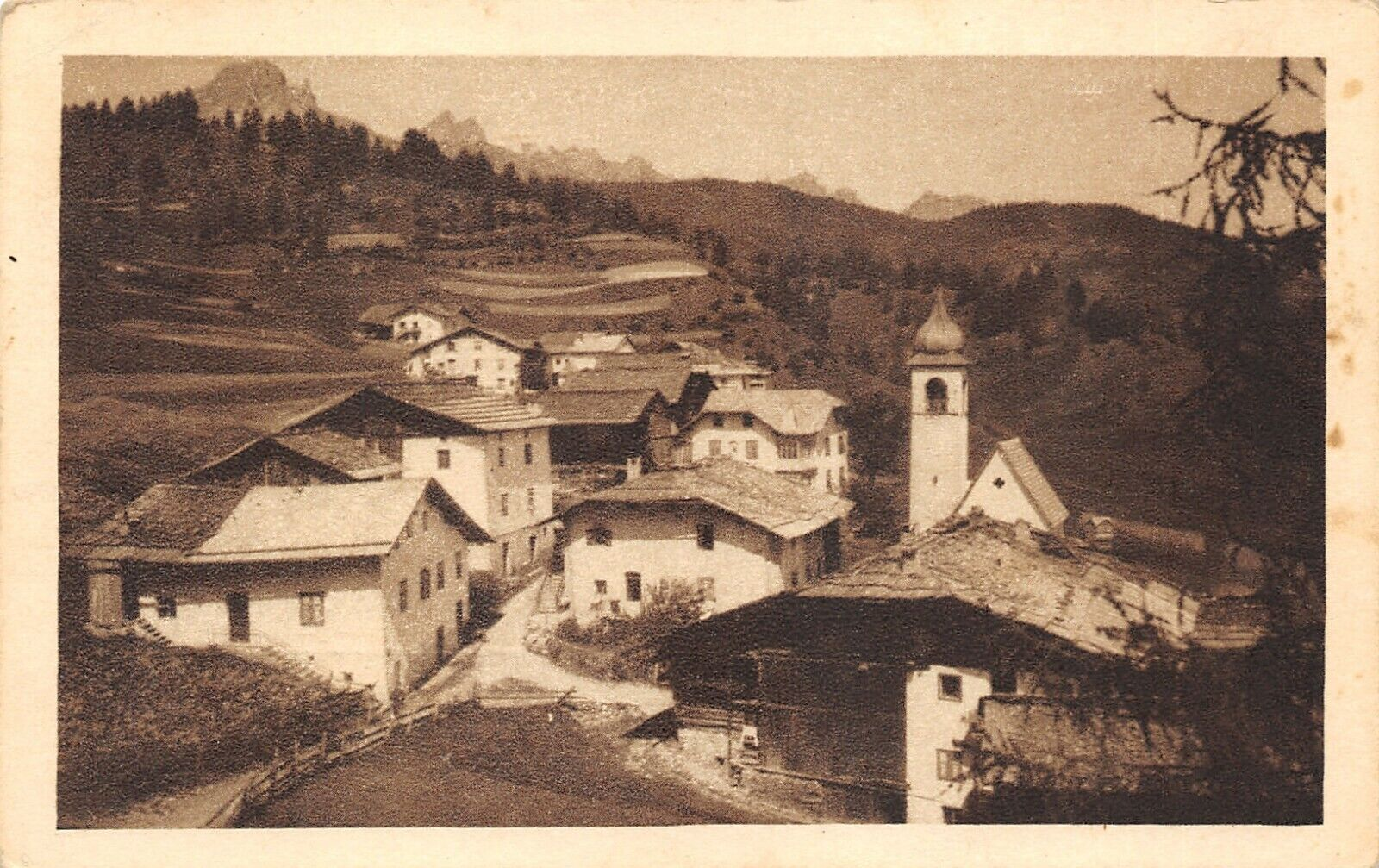
Sorte negli anni 1950

L'abitato di Sorte si sviluppa sul versante orografico destro del torrente Avisio, sulle pendici del Latemar, in posizione panoramica sopra alla città di Moena e diametralmente opposta alla frazione di Someda e alla valle di San Pellegrino.

## Origini del nome
L'origine del toponimo Sorte deriva dall'uso civico di sorteggiare annualmente tra i residenti coloro che provvederanno a gestire e sfalciare i prati sottostanti l'abitato, chiamati Prà de Sort.

## Monumenti e luoghi d'interesse

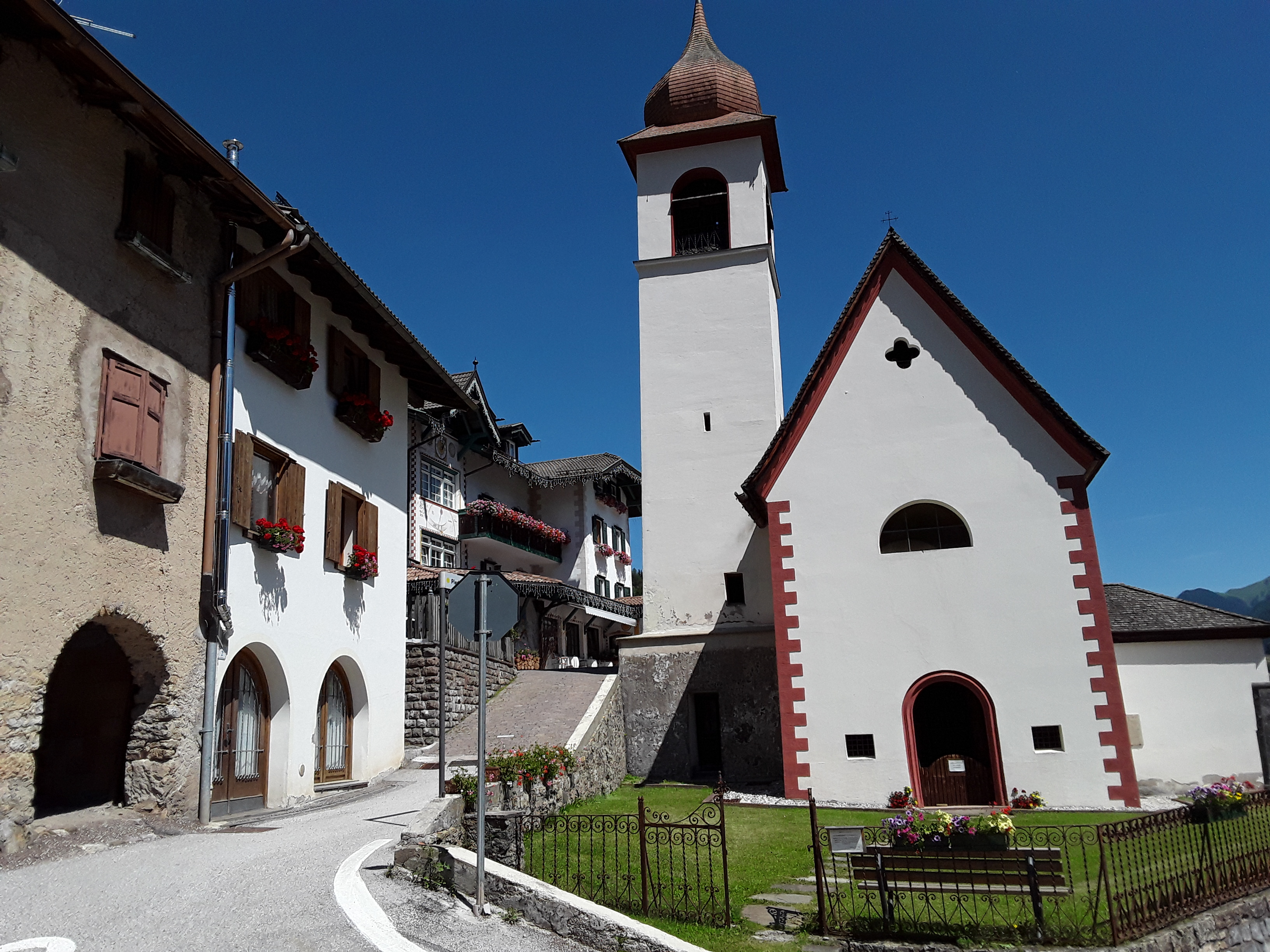
Chiesa di san Giuseppe

L'abitato è costituito da un tipico insediamento rurale di montagna, con diversi fienili monumentali costruiti in legno.
La chiesa di san Giuseppe risale al 1685 e conserva le architetture originali. L'edificio, consacrato dal vescovo di Trento Giovanni Michele Spaur nel 1703, presenta il tetto a due falde ripide e, all'interno, un altare intagliato nel legno da Giovanni Guadagnini (1665-1735) che raffigura san Giuseppe (protettore dei moribondi) e l'antico stemma della famiglia Firmian. Sono presenti diversi affreschi di pittore anonimo e un raro ex voto. A fianco della chiesetta sorge un caratteristico campanile con cuspide a cipolla.
In mezzo al prato di Sorte è presente un capitello dedicato a san Marco, opera di Valentino Rovisi.

## Sport
Fino agli anni 1990 i prati di Sorte ospitavano due ski-lift attivi nella stagione invernale per la pratica dello sci alpino su piste blu facili. Ogni anno, nell'ultima domenica di gennaio, vi transita la Marcialonga, celebre gara internazionale di sci di fondo.